# Platja dels Tres Micos
La platja dels Tres Micos és una platja urbana del municipi de Caldes d'Estrac (Maresme), limitada pel seu extrem nord per l'escullera situada davant de l'hotel Colon, que la separa de la platja de la Riera, i per l'extrem sud per la Riera del Gorg, que la separa de la platja de Sant Vicenç de Montalt. Té una longitud de 600 m i una amplada mitjana de 50 m, de sorra fina i un pendent d'entrada a l'aigua molt fort. Disposa de dutxes i espais de lleure, accés per a persones amb mobilitat reduïda, guinguetes a la platja i restaurants. Hi ha també un servei de personal de la Creu Roja per a les tasques de vigilància i salvament.
Paral·lel a la platja discorre el passeig dels Anglesos, amb cases modernistes, que respon a la tradició estiuenca i termal de començaments del segle xx. En aquest mateix passeig hi ha el balneari municipal talassotermal, on es fan tractaments i serveis d'aigües termals i marines.
L'Agència Catalana de l'Aigua efectua un control setmanal de la qualitat de l'aigua, durant la temporada de bany, amb el resultat d'excel·lent. Des del 2009 rep el distintiu de Bandera Blava, que reconeix internacionalment la qualitat de l'aigua i serveis.